# Terrell Thomas
Terrell Thomas (Pasadena, 8 gennaio 1985) è un giocatore di football americano statunitense che gioca nel ruolo di cornerback per i Seattle Seahawks della National Football League (NFL). Fu scelto nel corso del secondo giro (63º assoluto) del Draft NFL 2008 dai New York Giants. Al college ha giocato a football alla University of Southern California.

## Carriera professionistica

### New York Giants
Thomas fu scelto nel corso del secondo giro del Draft 2008 dai New York Giants. Nella sua stagione da rookie disputò 12 partite, 2 delle quali come titolare. Nelle due stagioni successive divenne il cornerback titolare dei Giants mettendo a segno 5 intercetti in ognuna delle due stagioni, con un primato di 101 tackle nel 2010.
In una gara di pre-stagione contro i Chicago Bears, Thomas si ruppe il legamento crociato anteriore, rimanendo fuori per tutta l'annata.
Durante il training camp 2012, Terrell subì un infortunio al ginocchio operato in precedenza. Il 31 agosto 2012 fu messo in lista infortunati per il resto della stagione.
Nella settimana 8 della stagione 2013 contro i Philadelphia Eagles, Thomas fece registrare 11 tackle, 1 sack, un fumble forzato e un passaggio deviato, venendo premiato come miglior difensore della NFC della settimana. Due settimane dopo mise a segno un intercetto su Terrelle Pryor degli Oakland Raiders e lo ritornò per 65 yard contribuendo alla terza vittoria consecutiva dei Giants. La sua annata di ritorno dagli infortuni si concluse con 67 tackle disputando tutte le 16 partite.

### Seattle Seahawks
Il 28 luglio 2014, Thomas firmò con i Seattle Seahawks riunendosi col suo ex allenatore a USC Pete Carroll.

## Palmarès

### Franchigia
- Super Bowl : 1

New York Giants: XLVI
- National Football Conference Championship: 1

New York Giants: 2011

### Individuale
- Difensore della NFC della settimana: 1

8ª del 2013

## Statistiche
| Partite totali      | 60  |
| Partite da titolare | 40  |
| Tackle totali       | 298 |
| Sack                | 3,0 |
| Intercetti          | 12  |

Statistiche aggiornate alla stagione 2013